# Sarcofago di Thutmose I (04.278.1)
Il sarcofago di Thutmose I (04.278.1), ossia il sarcofago che Hatshepsut fece preparare per sé e che poi destinò alla sepoltura del proprio padre, è appunto il sarcofago in quarzite dipinta dell'antico faraone egizio Thutmose I (1506–1493 a.C. circa) della XVIII dinastia egizia. Fu rinvenuto nella tomba KV20 della Valle dei Re e dal 1905 si trova al Museum of Fine Arts di Boston (dono di Theodore Davis): è l'unico sarcofago regale in pietra al di fuori dell'Egitto insieme a quello di Seti I al Sir John Soane's Museum di Londra e quello di Ramses III al Museo del Louvre.

## Destinatario

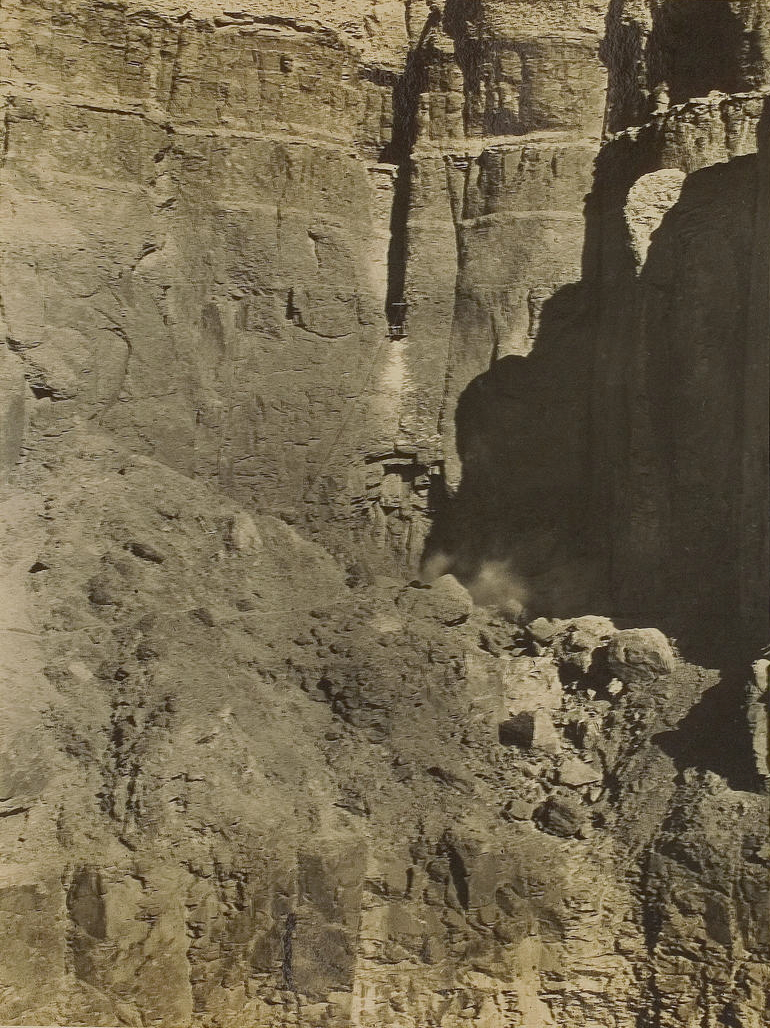
Ingresso della tomba KV20 della Valle dei Re, in cui fu rinvenuto il sarcofago. Fotografia di Harry Burton.

### Destinazione originale: Hatshepsut
Si tratta del secondo di tre sarcofagi in quarzite che il faraone-donna Hatshepsut commissionò per sé: dopo aver assunto il controllo totale del Paese (sfruttando la propria posizione di reggente del faraone legittimo, il nipotino Thutmose III, e proclamandosi infine essa stessa faraone con l'attribuirsi la totalità dei nomi regali), si fece costruire una tomba faraonica nella Valle dei Re. Questo sarcofago era originariamente ideato proprio per tale tomba. Sui lati lunghi del sarcofago si possono osservare, in due coppie, i quattro Figli di Horo (protettori dei vasi canopi) e il dio della mummificazione Anubi; sui lati corti compaiono Iside (lato dei piedi) e Nefti (lato della testa), pure aventi forti connotazioni funerarie e destinate a essere rappresentate su numerosi sarcofagi regali. Il coperchio (04.278.2) raffigura la dea del cielo Nut. Questo sarcofago fu tratto da una cava nei pressi di Eliopoli, massimo centro del culto del dio-sole Ra: è quindi un'opera collegata al culto del sole: pittori aggiunsero pigmenti sui geroglifici per dargli maggior rilievo ma anche per accentuarne la tonalità rossastra, legata al Sole.

### Destinazione finale: Thutmose I
In seguito, tuttavia, Hatshepsut optò per traslare i resti del proprio padre dalla di lui tomba, la KV38, alla propria, la KV20, e similmente decise che uno dei propri sarcofagi avrebbe ospitato la mummia di Thutmose I. Thutmose I era già morto quindici anni, quando Hatshepsut si fece incoronare faraone. Le iscrizioni geroglifiche originali furono modificate per adattarsi a un uomo: i cartigli con i nomi di Thutmose furono sovrapposti a quelli della figlia, i pronomi femminili furono volti al maschile e furono aggiunte nuove parole. La stessa traslazione della salma, gestita con venerazione e pietà filiale, fu immortalata da un'iscrizione incisa sulla faccia esterna destra del sarcofago:
Vi sono indizi per credere che gli addetti alla deposizione di Thutmose I si siano tardivamente accorti che il feretro del sovrano era troppo lungo per entrare nel nuovo sarcofago: le pareti di quest'ultimo furono assottigliate.